# Camren Bicondova
Camren Renee Bicondova, née le 22 mai 1999 à San Diego, Californie, est une danseuse et actrice américaine.
Elle se fait connaître en tant que danseuse du groupe 8 Flavahz mais surtout en tant qu'actrice, grâce à son interprétation de Selina Kyle dans la série télévisée Gotham (2014-2019).

## Biographie

### Débuts et formation par la danse
Camren Renee Bicondova commence la danse à six ans. Ses parents lui font suivre des cours de danse en espérant qu'ils seront bénéfiques face aux crises d’épilepsie dont elle souffre depuis sa naissance. Les crises s’arrêtent et depuis, elle pratique régulièrement la danse.
La jeune fille devient membre des 8 Flavahz, un groupe hip-hop-jazz composé de filles. Ensemble, elles ont participé et terminé à la seconde place de la septième saison de America's Best Dance Crew,.
Le groupe danse dans le clip vidéo Got Me Good de la chanteuse Ciara,. Bicondova a également dansé aux Kids' Choice Awards, The X Factor et dans la série télévisée Shake It Up.
Elle a aussi participé au clip "Enjoy The Ride" du groupe Krewella sortie en 2013 en tant que danseuse.

### Gothamet révélation
En 2012, Camren Bicondova commence sa carrière cinématographique en interprétant Prissy dans le film Battlefield America, une comédie sur le street dance de Chris Stokes,.
Deux ans plus tard, elle a un rôle mineur dans le film Girl house. La même année à la télévision, Camren Bicondova obtient l'un des rôles principaux dans la série télévisée Gotham de Bruno Heller,. La série se déroule à Gotham City et est centrée sur le personnage de James Gordon et ses débuts dans la police. 

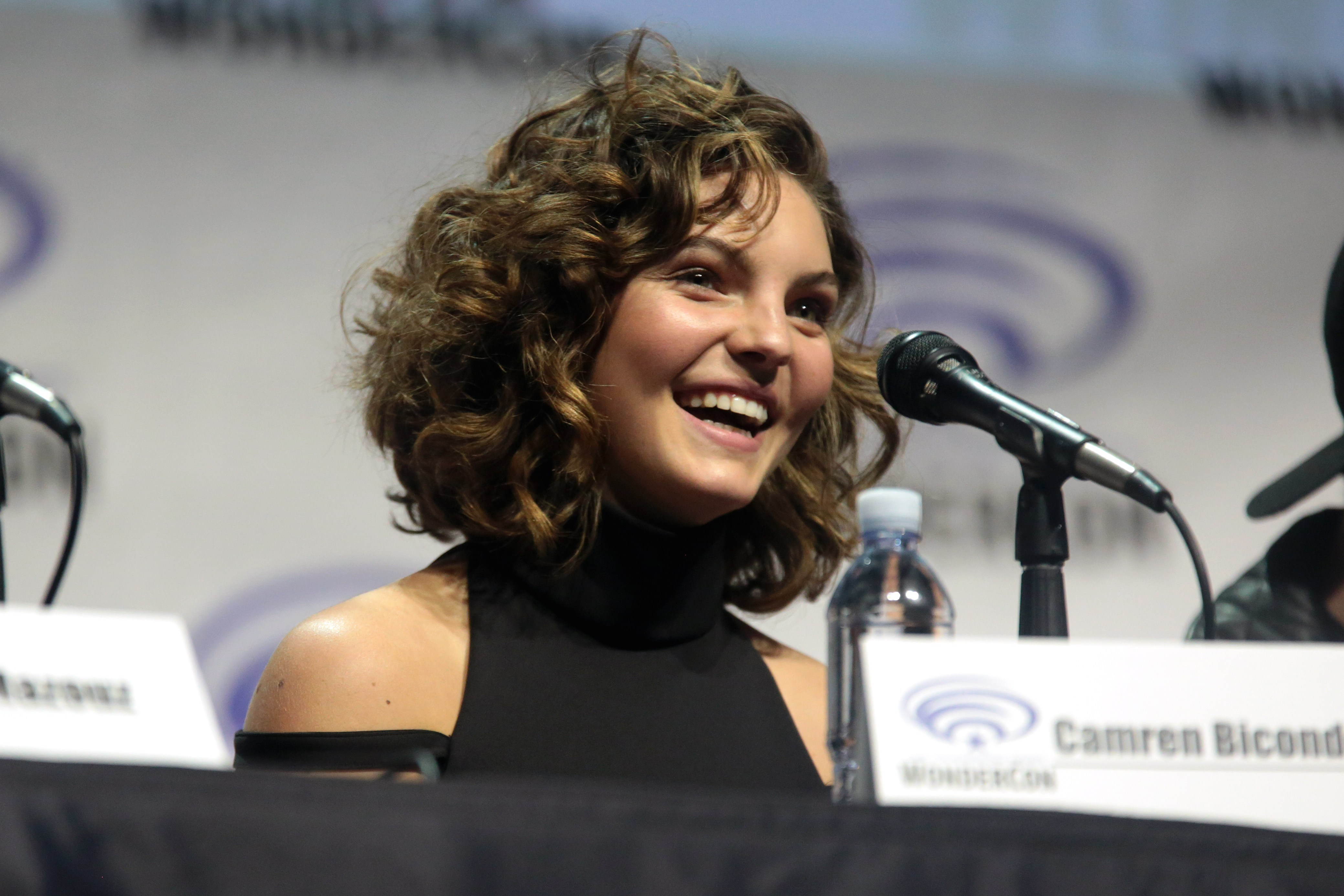
Au WonderCon 2017, pour la série télévisée Gotham.

L'actrice interprète l'adolescente Selina Kyle, surnommé « Cat », avant qu'elle ne devienne Catwoman,,. Le personnage est décrit comme étant une adolescente orpheline, voleuse et pickpocket. Suspicieuse et imprévisible, Selina Kyle peut se montrer très dangereuse si elle est acculée. Pour l'audition, son entraînement en danse permet à Camren Bicondova de jouer avec des mouvements félins,. Une fois le rôle obtenu, l'actrice suit des cours de parkour afin de réaliser elle-même certaines de ses cascades.
Grâce à sa performance, elle décroche une proposition pour le Saturn Award de la meilleure actrice de télévision, en 2015. Parallèlement, l'actrice tourne dans une web-série intitulée Gotham Stories qui sert de lien entre les deux moitiés de la saison 2 de Gotham.
En 2019, la série Gotham s'arrête au bout de cinq saisons et cent épisodes,. Dans le final de la série, c'est l'actrice Lili Simmons qui lui succède afin d'interpréter le personnage de Catwoman, dans sa version adulte,.

## Filmographie

### Cinéma

#### Longs métrages
- 2012 : Dance Battle America (Battlefield America) de Chris Stokes : Prissy
- 2014 : Girlhouse de Jon Knautz et Trevor Matthews : Une fille no 1

### Télévision

#### Séries télévisées
- 2011 : Shake It Up : Danseuse (1 épisode, non créditée)
- 2014 - 2019 : Gotham : Selina Kyle / Catwoman (rôle principal)
- 2016 : Gotham Stories : Selina Kyle (web-série, 5 épisodes)

## Distinctions
Sauf indication contraire ou complémentaire, les informations mentionnées dans cette section proviennent de la base de données IMDb.

### Nominations
- 41e cérémonie des Saturn Awards 2015 : meilleure actrice de télévision pour Gotham